# Канадская футбольная лига
Канадская футбольная лига (англ. Canadian Football League, CFL; фр. Ligue canadienne de football, LCF) — канадская профессиональная спортивная лига, объединяющая команды играющие в канадский футбол (отличается от американского в первую очередь количеством игроков). Каждый год лучшие команды лиги разыгрывают Кубок Грея.
КФЛ объединяет девять команд из девяти разных городов, разделённых на два дивизиона (четыре команды в Восточном и пять в Западном). Регулярный сезон продолжается 20 недель с конца июня до начала ноября; каждая команда за это время проводит 18 игр с двумя недельными перерывами. По окончании регулярного сезона три лучшие команды каждого дивизиона выходят в плей-офф где в течение трёх недель оспаривают право выйти в финал. Завершается сезон в конце ноября матчем за Кубок Грея, крупнейшим ежегодным спортивным и телевизионным событием страны.
КФЛ была основана 17 января 1958 года и является второй после НФЛ старейшей непрерывно действующей футбольной лигой в Северной Америке, при этом все команды-основатели лиги существовали задолго до её формирования. КФЛ вторая по популярности спортивная лига в Канаде после Национальной хоккейной. Наибольшей популярностью канадский футбол пользуется в провинции Квебек и в западной Канаде. КФЛ планирует значительный рост: все команды лиги расширили стадионы или строят новые. В 2014 году к КФЛ присоединилась команда из Оттавы, а в дальнейшем может появиться команда на атлантическом побережье Канады.

## История

### Ранняя история
В Канаде в регби стали играть в 1860-х годах. В 1884 году был основан Канадский союз регби-футбола (англ. Canadian Rugby Football Union, CRFU). В 1892 году CRFU был преобразован в Канадский регбийный союз (англ. Canadian Rugby Union, CRU), ставший головной организацией для всего канадского регби. В 1909 году генерал-губернатор Канады Альберт Грей наградил победителей Старшего любительского чемпионата Канады (англ. Senior Amateur Football Championship of Canada) кубком, который был назван в его честь, став со временем традиционным трофеем для лучшей команды канадского футбола. К тому времени разновидность регби, в которую играли Канаде, заметно разошлась с изначальной версией игры, став очень похожей на американский футбол. В период с 1930-х до 1950-х годов в канадском футболе параллельно существовали две старшие лиги CRU, Восточный межпровинциальный союз регби-футбола (англ. Interprovincial Rugby Football Union (IRFU) или «Большая четвёрка) и Западный межпровинциальный футбольный союз (англ. Western Interprovincial Football Union, WIFU), которые постепенно эволюционировали от любительских до профессиональных лиг. В результате любительские команды из младших лиг, например, Союза регби-футбола Онтарио (англ. Ontario Rugby Football Union, ORFU), больше не могли конкурировать с профессионалами из старших лиг. Выход ORFU из соревнований за Кубок Грея по окончании сезона 1954 года ознаменовал начало современной эпохи канадского футбола, в которой Кубок Грея оспаривали исключительно профессиональные команды. В 1965 году был учреждён Кубок Ванье (англ. Vanier Cup, англ. Coupe Vanier), ставший главным трофеем для лучших любительских команд Канады.
В 1956 году IRFU и WIFU сформировали Канадский футбольный совет (англ. Canadian Football Council, CFC), а уже в 1958 году совет покинул CRU, став Канадской футбольной лигой. С тех пор CRU является руководящим органом любительского канадского футбола, приняв позднее новое название — «Футбол Канады» (англ. Football Canada). Несмотря на объединение в единую лигу оба футбольных союза оставались автономными, восточные и западные команды встречались друг с другом только в матче за Кубок Грея. В 1960 году Восточный межпровинциальный союз регби-футбола был переименован в Восточную футбольную конференцию (англ. Eastern Football Conference), а Западный союз был переименован в Западную футбольную конференцию (англ. Western Football Conference) в 1961 году. В 1981 году обе конференции согласились на полное слияние.
В 1958 году КФЛ объединила девять команд: «Гамильтон Тайгер-Кэтс» (англ. Hamilton Tiger-Cats), «Алуэтт де Монреаль» (англ. Montreal Alouettes, фр. Les Alouettes de Montréal), «Торонто Аргонавтс» (англ. Toronto Argonauts), «Виннипег Блу-Бомберс» (англ. Winnipeg Blue Bombers), «Бритиш Коламбия Лайонс» (англ. BC Lions), «Калгари Стампидерс» (англ. Calgary Stampeders), «Эдмонтон Эскимос» (англ. Edmonton Eskimos), «Саскачеван Рафрайдерс» (англ. Saskatchewan Roughriders) и «Оттава Раф Райдерс» (англ. Ottawa Rough Riders). Команды из Оттавы и Саскачевана выступали в разных конференциях, что позволяло им иметь похожие названия. В 1981 году клуб «Алуэтт де Монреаль» был расформирован и Монреаль в лиге стала представлять новая команда — «Монреальские Конкорды» (англ. Montreal Concordes). В 1986 году «Конкорды» были переименованы в «Алуэтт де Монреаль», чтобы привлечь больше болельщиков, но это не помогло и уже в 1987 году Монреаль остался без команды КФЛ. После распада монреальской команды на Востоке осталось только три клуба по сравнению с пятью в Западном дивизионе, вынудив Лигу перевести «Виннипег» в Восточный дивизион.

### Экспансия в США
В 1992 году КФЛ начала американскую экспансию. В 1993 году в состав Лиги вошла первая команда из США — «Золотопромышленники из Сакраменто» (англ. Sacramento Gold Miners), ранее игравшая во Всемирной лиге американского футбола. В 1994 году к КФЛ присоединились сразу три американские команды: «Лас-Вегасский отряд» (англ. Las Vegas Posse), «Балтиморские жеребцы» (англ. Baltimore Stallions) и «Шривпортские пираты» (англ. Shreveport Pirates). Команде из Балтимора в первый же сезон сопутствовал успех, «Жеребцам» удалось выйти в финал Кубка Грея, где они уступили «Львам». В то же время выступление другого американского новичка, команды из Лас-Вегаса, оказалось провальным и на поле и вне его, в результате чего клуб после сезона был расформирован.
В 1995 году в состав КФЛ вошли «Бирмингемские барракуды» (англ. Birmingham Barracudas) и «Мемфис Мэд Догс», а «Золотопромышленники» переехали в Сан-Антонио, сменив название на «Техасцы» (англ. San Antonio Texans). Таким образом количество американских команд увеличилось до 5 и их выделили в отдельный дивизион, названный Южным. В том же году «Жеребцы» стали первой (и на сегодняшний день последней) неканадской командой выигравшей Кубок Грея.
Итоги экспансии КФЛ в США были неоднозначными. Положение клубов Балтимора и Сан-Антонио было устойчивым, в Мемфисе и Бирмингеме добились меньших успехов, но были готовы продолжать участвовать в Лиге, команда Шривпорта хоть и страдала от плохого управления и неудачной игры, но пользовалась поддержкой местных болельщиков. Одной из самых главных проблем для американских команд КФЛ была давняя традиция Лиги проводить матчи по четвергам, пятницам и субботам, в те же дни когда играют клубы НФЛ. К концу сезона 1995 года Шривпорт и Бирмингем объявили о планах переехать в другие города, но КФЛ вместо этого решила закрыть их вместе с Мемфисом. Когда владелец клуба НФЛ «Кливленд Браунс» (англ. Cleveland Browns) объявил о перемещении команды в Балтимор, стало ясно, что «Жеребцы» не смогут конкурировать с командой НФЛ. Рассмотрев ряд вариантов в Соединённых Штатах команда переехала в Монреаль, возродив «Алуэтт». Оставшись единственной в КФЛ американской командой и столкнувшись с перспективой быть более чем в 1000 миль от ближайшего соперника «Техасцы из Сан-Антонио» отказались от дальнейшего участия в Лиге.

### Новейшая история
После трёхлетнего американского эксперимента КФЛ вернулась к прежнему формату. Впрочем как выяснилось ненадолго. По окончании сезона 1996 года «Оттава Раф Райдерс», основанная ещё в 1876 году, прекратила своё существование. Причинами этого стали неудачное управление клубом, низкая посещаемость и старение стадиона. Финансовые проблемы возникли и у самой Лиги, которая понесла потери из-за неудачной экспансии в США. В 1997 году НФЛ предоставила канадской лиге беспроцентный кредит в размере $3 миллионов, который был возвращён после стабилизации финансового положения КФЛ.
В 2002 году Лига расширилась благодаря созданию клуба «Отступники из Оттавы» (англ. Ottawa Renegades). В 2003 году КФЛ оказалась всего в шаге от исполнения своей давней мечты, обзавестись десятой командой. Был образован комитет для изучения возможности добавления новых участников. Основными кандидатами на присоединение к КФЛ стали Квебек и Галифакс. Выставочные матчи состоялись в Квебеке в том же 2003 году, а в Галифаксе в 2005 году. Создать команду в Квебеке не удалось, а от проекта в Галифаксе было решено отказаться в 2006 году после закрытия клуба из Оттавы, которое произошло после четырёх сезонов финансовых потерь подряд. Так вместо создания десятой команды КФЛ вновь уменьшилась до восьми клубов.
Несмотря на неудачи с расширением Лига не оставила надежд на увеличения своего состава. Сразу после приостановки деятельности «Оттавских отступников» КФЛ начала поиски нового владельца для столичной команды. В 2008 году Лига повторно предоставила франшизу бывшему владельцу «Отступников» Джеффу Ханту, но из-за проблем с реконструкцией стадиона команда пока не провела ни одного матча. Одиннадцатый комиссар КФЛ Том Райт подтвердил в январе 2006 года, что Галифакс остаётся основным кандидатом для расширения. Позже основным претендентом на место в КФЛ стал Монктон.

Логотип лиги с 2009 по 2016 года

В 2005 году был установлен рекорд посещаемости КФЛ, всего матчи регулярного сезона посмотрело на стадионах более 2,3 миллиона человек. В следующем 2006 году из-за уменьшения числа команд и, соответственно, количества матчей, общая посещаемость регулярного сезона снизилась до 2,1 миллиона зрителей, зато средняя посещаемость выросла до 29 343 человек. Таким образом КФЛ удалось выйти на третье место по посещаемости за игру среди североамериканских спортивных лиг и занять седьмое место в мире. Исследование, проведённое Летбриджским университетом, показало, что КФЛ вторая по популярности спортивная лига в Канаде. За её соревнованиями регулярно следили 19 % от общего взрослого населения Канады по сравнению с 30 % НХЛ и 13 % НФЛ.
Крупнейшим стадионом КФЛ является «Стадион Содружества» (англ. Commonwealth Stadium) в Эдмонтоне (Альберта), на котором выступает местная команда «Эскимосы», вмещающий более 60 000 зрителей. Этот стадион был единственным в КФЛ с естественным покрытием, пока его не заменили на искусственное в 2010 году.

## Структура сезона

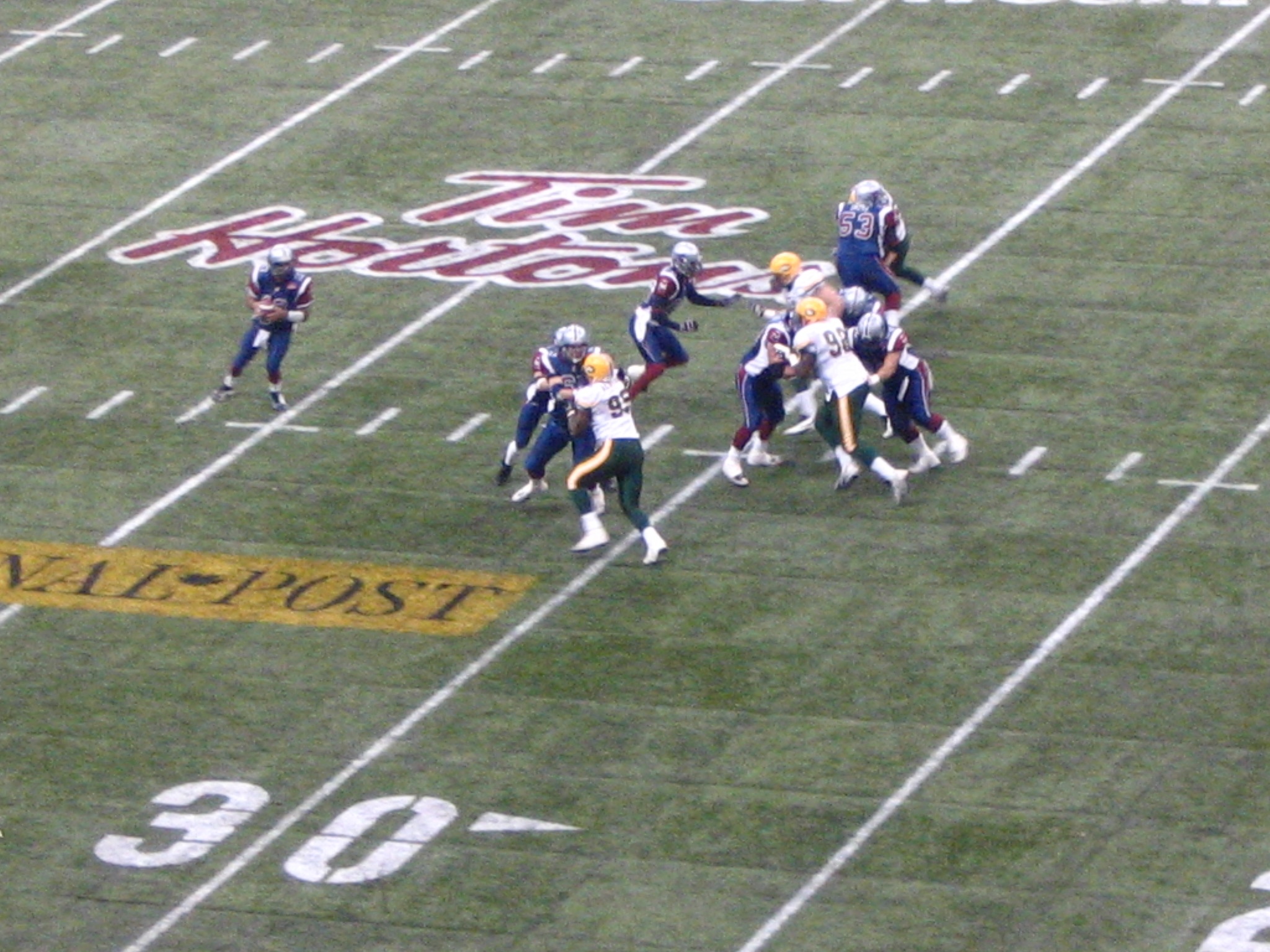
Матч за Кубок Грея 2005 года между «Эдмонтон Эскимос» и «Бритиш Коламбия Лайонс»

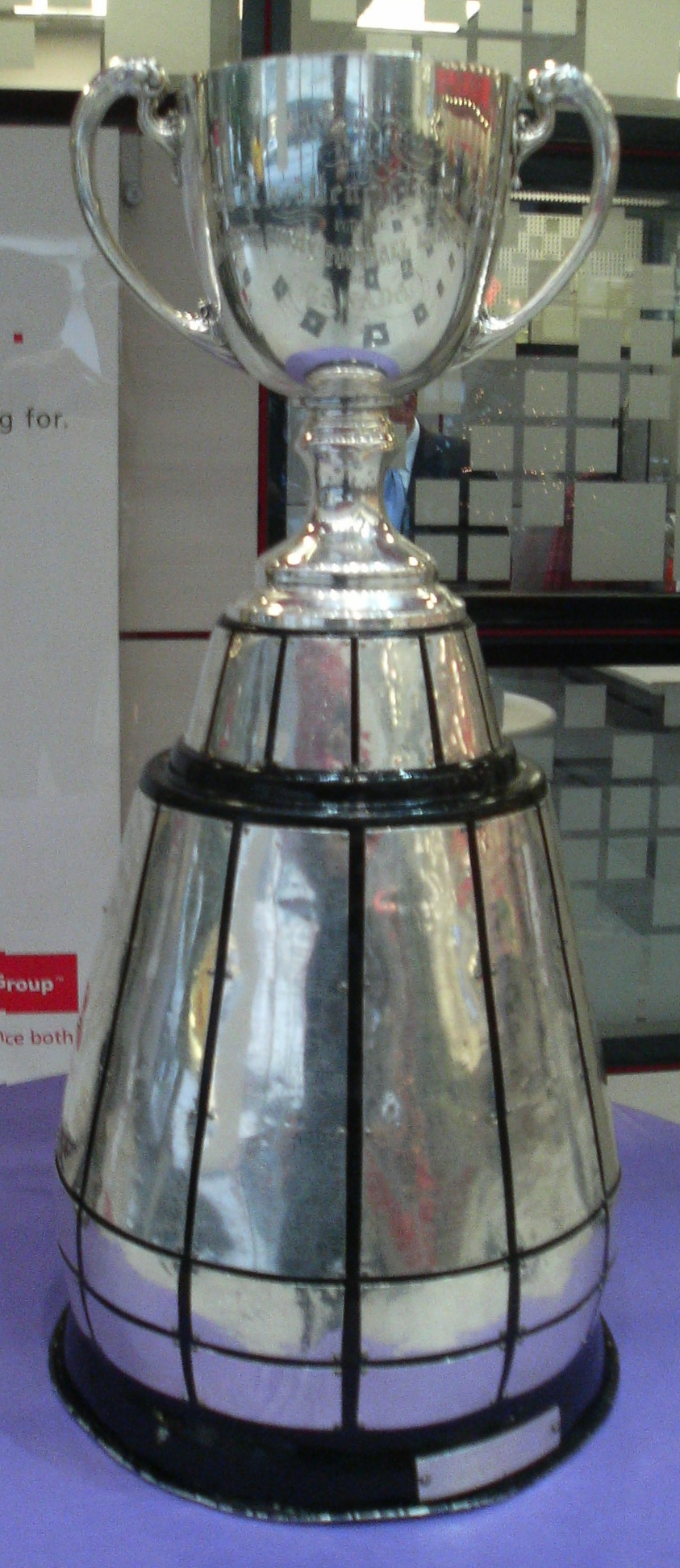
Кубок Грея

В настоящее время сезон КФЛ включает в себя:
- Две недели выставочного сезона и две игры перед началом сезона в середине июня;
- 19 недель регулярного сезона с конца июня по начало ноября, во время которых проводится 18 игр
- Три недели плей-офф начиная с ноября, в ходе которого шесть команд оспаривают право встретиться в матче за Кубок Грея в конце ноября.

### Выставочный сезон
За 28 дней до первой игры регулярного сезона команды открывают тренировочные лагеря. Лагеря предназначенные исключительно для игроков первого года можно открыть за 3 дня до основного лагеря. Во время выставочного сезона команды должны сыграть две игры с клубами из своего дивизиона.

### Регулярный сезон
Регулярный сезон открывается матчами в День Канады, продолжается 19 недель и заканчивается в начале ноября. Восемь команд КФЛ разделены на два дивизиона, Восточный и Западный, с четырьмя командами в каждом. Клубы играют между собой по следующей формуле:
- Каждая команда играет с четырьмя другими из другого дивизиона дважды: одну дома, одну в гостях (восемь игр).
- Каждая команда играет с двумя другими из своего дивизиона трижды: одну или две дома, одну или две в гостях (шесть игр).
- Каждая команда играет против команды своего дивизиона, которая определяется на основе ротации, четыре раза: две дома, две в гостях (четыре игры).

Традиционно самое большое внимание СМИ и болельщиков привлекает так называемая «Классика Дня Труда» (англ. Labour Day Classic). В первый понедельник сентября и предшествующий ему уикенд проводятся матчи между Торонто и Гамильтоном (традиционное географическое соперничество, которое началось в 1873 году), Эдмонтоном и Калгари (так называемая «Битва за Альберту», с 1949 года), а также Виннипегом и Саскачеваном. Через неделю эти команды встречаются вновь, но уже в другом городе, что воспринимается как матч-реванш. К другим особенностям регулярного сезона относятся традиционная игра посвящённая Залу славы канадского футбола (англ. Canadian Football Hall of Fame) и «Классика Дня Благодарения» (англ. Thanksgiving Day Classic). Начиная с 2010 года в Монктоне, который считается главным претендентом на десятую франшизу КФЛ, проводится матч англ. Touchdown Atlantic. Это единственный в сезоне Лиги матч, проводимый на естественном покрытии.

#### Распределение мест
За победу в матче регулярного сезона КФЛ начисляет два очка, за ничью — одно, за поражения очки не даются. По состоянию на 2011 год, в случае равенства очков места команд в итоговой таблице определяются на основе следующих критериев (в порядке убывания):
- Количество побед;
- Количество побед между командами, имеющими равные показатели очков;
- Чистая совокупность очков набранных в матчах;
- Чистое соотношение очков (т.е. общее количество набранных очков, делённое на общее количество уступленных очков);
- Количество побед в матчах с командами своего дивизиона;
- Чистая совокупность очков, набранных в играх с командами своего дивизиона;
- Чистое соотношение очков, набранных в играх с командами своего дивизии;
- Чистая совокупности набранных очков во всех играх;
- Чистая соотношение очков, набранных во всех играх;
- Подбрасывание монеты

### Плей-офф
Плей-офф начинается в ноябре. Лучшая команда каждого дивизиона сразу попадает в финал конференции. Второго участника финальной игры выявляют команды занявшие второе и третье места в дивизионе в матче с друг другом. Победители дивизионов встречаются в игре за Кубок Грея, которую обычно проводят в четвёртое воскресенье ноября.

### Кубок Грея
Кубком Грея называют и чемпионат КФЛ и трофей, который присуждается лучшей команде по итогам сезона. Кубок Грея второй по возрасту трофей в североамериканском профессиональном спорте после Кубка Стэнли. Игра за Кубок Грея проводится в одном из городов представленных своей командой в КФЛ. Являясь крупнейшим в Канаде ежегодным спортивным событием, Кубок Грея давно стал неофициальным Канадским осенним фестивалем, привлекающим большое количество зрителей и приносящим большие доходы для города-организатора.

## Вещание
В 1983 году телетрансляцию матча за Кубок Грея посмотрели 8 118 000 канадцев, что составляло на тот момент около 33 % населения Канады. Этот рекорд был превзойдён только дважды, в 2002 и 2010 годах, во время трансляций финалов Олимпийского хоккейного турнира.
С 1985 года матчи КФЛ показывает кабельная сеть The Sports Network (TSN). Игры «Алуэтт де Монреаль» в провинции Квебек транслирует франкоязычная телесеть Réseau des sports (RDS). Сезон 2006 года стал первым сезоном, в котором каждая игра регулярного сезона была показана по телевидению. В том же году КФЛ впервые в истории организовала платные веб-трансляции своих игр. В 2008 году КФЛ предоставила эксклюзивное право телевизионных и интернет-трансляций всех своих матчей, включая плей-офф и Кубок Грея, сети TSN и аффилированной ей RDS, заключив пятилетний договор с возможностью продления на один год стоимостью $16 млн в год. Таким образом Canadian Broadcasting Corporation впервые с 1952 года перестала показывать матчи сильнейших команд канадского футбола. Начиная с 2011 года TSN полностью запретила транслировать матчи КФЛ по наземному телевидению. По состоянию на 2006 год ТСН было доступно примерно 8,800 млн из 13 миллионов домохозяйств Канады.
С июня 2012 года ESPN America начал показывать матчи КФЛ в США. В американской телесети заявляют, что их целью является показать весь сезон, в том числе Кубок Грея. Некоторые матчи транслируются в прямом эфире.
Трансляцией игр КФЛ на мобильные устройства в Канаде занимается сотовый оператор Bell Mobility. Наземное радиовещание игр регулярного сезона и плей-офф КФЛ осуществляют местные радиостанции, заключающие контракты напрямую с клубами. Правами на радиотрансляцию игр за Кубок Грея имеет The Fan Radio Network (Rogers Communications).

## Игроки и зарплаты
Потолок зарплат в КФЛ был введён в 2007 году и составил $4,05 млн на одну команду. В следующем сезоне потолок зарплат подняли до $4,2 млн. 29 июня 2010 года был ратифицирован новый коллективный договор, повысивший потолок зарплат до $ 4,25 млн в сезон 2010 года с дальнейшим увеличением на $50 000 каждый год до сезона 2013 года. Средняя заработная плата одного игрока в 2011 году составляла $82 500.
Интересы игроков КФЛ представляет и защищает Ассоциация игроков КФЛ (англ. Canadian Football League Players' Association, CFLPA). Футболисты каждой команды КФЛ выбирают двух человек в Совет представителей игроков (англ. CFLPA Board of Player Representatives), который собирается один раз в год и каждые два года избирает совет директоров. [47]

## Руководство КФЛ
| Комиссары |                                            |                         |
| №1        | Сидни Халтер (англ. Sydney Halter)         | 1958—1966               |
| №2        | Кит Дэйви (англ. Keith Davey)              | 1966                    |
| временный | Тед Уоркман (англ. Ted Workman)            | 1967                    |
| №3        | Аллан Макикерн (англ. Allan McEachern)     | 1967—1968               |
| №4        | Жак Годар (англ. Jake Gaudaur)             | 1968—1984               |
| №5        | Дуглас Митчелл (англ. Douglas Mitchell)    | 1984—1988               |
| №6        | Билл Бейкер (англ. Bill Baker)             | 1989                    |
| временный | Рой Макмёртри (англ. Roy McMurtry)         | 1990                    |
| №7        | Джей Дональд Крамп (англ. J. Donald Crump) | 1990—1991               |
| временный | Фил Кершоу (англ. Phil Kershaw)            | 1992                    |
| №8        | Ларри Смит (англ. Larry Smith)             | 1992—1996               |
| №9        | Джон Тори (англ. John Tory)                | 1996—2000               |
| №10       | Майкл Лыско (англ. Michael Lysko)          | 2000—2002               |
| временный | Дэвид Брале (англ. David Braley)           | 2002                    |
| №11       | Том Райт (англ. Tom Wright)                | 2002—2006               |
| №12       | Марк Кохон (англ. Mark Cohon)              | 2007—по настоящее время |

## Команды
| Команда                | Город                         | Стадион                         | Тренер                 | Год основания |
| ---------------------- | ----------------------------- | ------------------------------- | ---------------------- | ------------- |
| Восточный дивизион     |                               |                                 |                        |               |
| Гамильтон Тайгер-Кэтс  | Гамильтон, Онтарио            | Тим Хортонс-филд                | Чарли Таафф            | 1950          |
| Монреаль Алуэттс       | Монреаль, Квебек              | Стадион имени Персивала Молсона | Джим Попп              | 1946          |
| Торонто Аргонавтс      | Торонто, Онтарио              | Бимо Филд                       | Майкл «Пинбол» Клемонс | 1873          |
| Оттава Редблэкс        | Оттава, Онтарио               | Ти-ди Плэйс Стэдиум             | Рик Кэмпбелл           | 2010          |
| Западный дивизион      |                               |                                 |                        |               |
| Бритиш Коламбия Лайонс | Ванкувер, Британская Колумбия | Би-Си Плэйс                     | Уолли Буоно            | 1954          |
| Калгари Стампидерс     | Калгари, Альберта             | Стадион Макмэхон                | Джон Хофнэйгл          | 1935          |
| Эдмонтон Элкс          | Эдмонтон, Альберта            | Стадион Содружества             | Дэнни Масиосиа         | 1949          |
| Саскачеван Рафрайдерс  | Реджайна, Саскачеван          | Мозаик Стэдиум                  | Кент Остин             | 1910          |
| Виннипег Блу-Бомберс   | Виннипег, Манитоба            | Ай-джи-филд                     | Дуг Берри              | 1930          |